# Pubblicità ingannevole

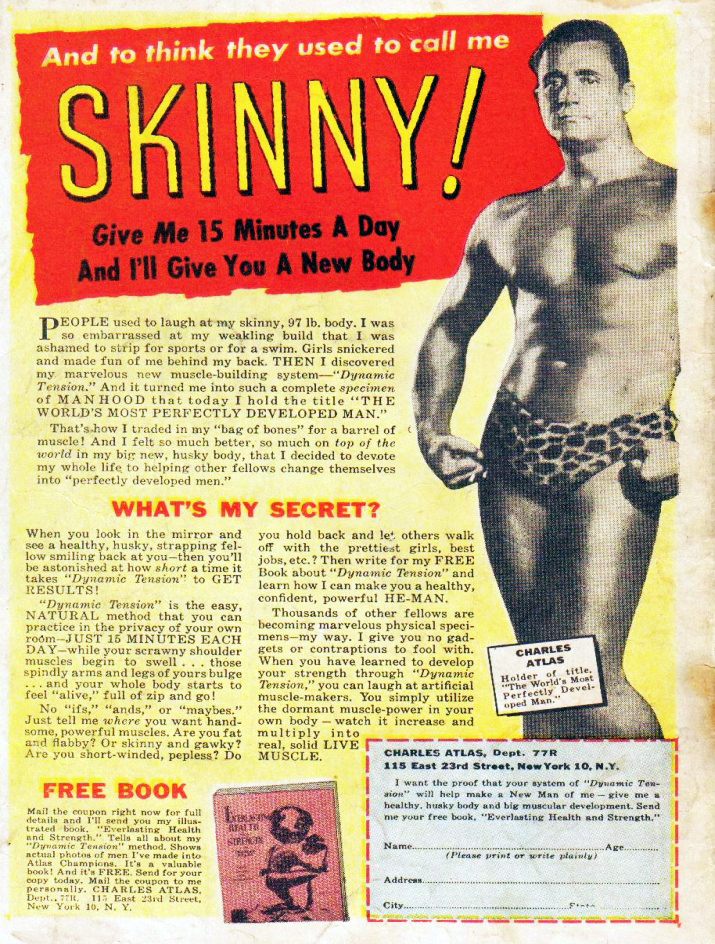
Un annuncio pubblicitario del 1949 (Il titolo recita: «Dammi un quarto d'ora al giorno e ti darò un corpo nuovo»).

Per pubblicità ingannevole si intende qualsiasi forma di pubblicità che in qualunque modo, compresa la sua presentazione possa indurre in errore le persone alle quali è rivolta o che essa raggiunge e che, a causa del suo carattere ingannevole, possa compromettere il loro comportamento economico ovvero che, per questo motivo, sia idonea a ledere un concorrente.

## Tipi di inganno

### Fotoritocco
Spesso utilizzati in spot di cosmetici e di perdita di peso, questi annunci ritraggono risultati falsi e introvabili per il consumatore e danno una falsa impressione di reali capacità del prodotto. Se il ritocco non viene scoperto o risolto, un'azienda può avere un vantaggio competitivo con i consumatori che acquistano il loro prodotto apparentemente più efficace, lasciando così i concorrenti in perdita.

### Commissioni e supplementi nascosti
Per le aziende, le tariffe nascoste possono essere un modo di ingannare il consumatore incauto facendogli pagare commissioni in eccesso (ad esempio tasse, spese di spedizione, assicurazione, ecc.) su un prodotto che è stato pubblicizzato a un prezzo specifico, come modo per aumentare il profitto senza aumentare il prezzo sull'oggetto reale.
Una forma comune di costi e supplementi nascosti è la "fine print" nella pubblicità. Un altro modo per nascondere le tariffe comunemente utilizzate è quello di non includere le "spese di spedizione" nel prezzo delle merci online. Questo fa sembrare un articolo più economico di quanto non sia una volta aggiunto il costo di spedizione. Molti hotel addebitano "tariffe di soggiorno" obbligatorie che di solito non sono incluse nel prezzo base pubblicizzato della camera.

### Riempitrici e "Oversized Packaging"
Alcuni prodotti sono venduti con riempitivi, che aumentano il peso legale del prodotto con qualcosa che costa al produttore molto poco rispetto a ciò che il consumatore pensa di acquistare. Il cibo è un esempio di questo, dove la carne viene iniettata con brodo o anche salamoia (fino al 15%), o i pasti preconfezionati sono piene di salsa o altro al posto della carne. Il malto e il prosciutto sono stati usati come riempitivo nel burro di arachidi. Ci sono anche riempitivi non fatti di carne che possono sembrare amidacei nel loro trucco; hanno un alto contenuto di carboidrati e un basso valore nutritivo. Un esempio è noto come legante per cereali e di solito contiene una combinazione di farine e farina d'avena.
Alcuni prodotti possono avere un grande contenitore in cui la maggior parte dello spazio è vuoto, portando il consumatore a credere che la quantità totale di cibo sia maggiore di quanto non sia in realtà (oversized packaging).

### Ritrarre falsamente la qualità e l'origine
Un'altra forma di pubblicità ingannevole è quando la pubblicità ritrae falsamente la qualità e l'origine del prodotto. Se la pubblicità mostra un determinato prodotto con una certa qualità ma sa che il prodotto ha dei difetti o non è della stessa qualità, si tratta di una falsa pubblicità del prodotto. Molte volte il produttore mentirà sul luogo di fabbricazione del prodotto, a volte dirà che è stato prodotto negli Stati Uniti, ma in realtà è stato prodotto in un paese diverso.

### Affermazioni fuorvianti sulla salute
Frasi come "La perfetta virilità. Il fallimento è impossibile con il nostro metodo", oppure "Ti curerà rapidamente da tutte le malattie nervose o degli organi genitali, come la virilità perduta, l'insonnia, i dolori alla schiena, le emissioni seminali, la debolezza nervosa, i brufoli, l'incapacità di sposarsi, i drenaggi estenuanti, il varicocele e la stitichezza".
Le parole "dieta, basso contenuto di grassi, senza zucchero, sano e buono per te" sono etichette che un consumatore può vedere spesso sulla confezione e quindi associare queste etichette a prodotti che aiuteranno in uno stile di vita sano. Sembra che gli inserzionisti siano consapevoli della necessità di vivere più sani e più a lungo, quindi adattano i loro prodotti di conseguenza. Si suggerisce che la pubblicità alimentare influenzi le preferenze dei consumatori e le abitudini di acquisto. Pertanto, evidenziare determinati contenuti o ingredienti induce i consumatori a pensare di acquistare in modo sano, mentre in realtà non lo sono. Lo yogurt Activia di Danone è stato pubblicizzato come dimostrato clinicamente e scientificamente per rafforzare il sistema immunitario, ed è stato venduto a un prezzo molto più alto a causa del reclamo. Alla società è stato chiesto di pagare 45 milioni di dollari di danni ai consumatori dopo che è stata intentata una causa contro di essa.
Molte grandi aziende alimentari stanno andando in tribunale dopo aver utilizzato tattiche fuorvianti come queste:
- Utilizzando un pannello di spunta sopra l'etichetta nutrizionale e utilizzando caratteri grandi e in grassetto e colori più luminosi.
- Evidenziando un ingrediente sano sulla parte anteriore del pacchetto con un segno di spunta grande accanto ad esso.
- Usare parole come sano e naturale che sono affermazioni da donnola - parole che contraddicono le affermazioni che potrebbero seguirlo. Queste sono parole comunemente usate in cui il significato può essere trascurato dai consumatori[12][13].
- Usare parole come aiuto sull'etichettatura del prodotto, indurre i consumatori a pensare che "aiuterà"[14].

Molte pubblicità di integratori o medicinali includono "Questo prodotto non è destinato a diagnosticare, trattare, curare o prevenire alcuna malattia.", poiché qualsiasi prodotto inteso a diagnosticare, trattare, curare o prevenire qualsiasi malattia deve essere sottoposto a FDA test e approvazione, che di solito sono molto costosi. La pubblicità di farmaci falsi può influire sulla salute delle persone. Poche pubblicità di farmaci menzionano il danno del prodotto, ma sottolineano solo l'efficacia del farmaco.

### Pubblicità comparativa
Nel mondo della pubblicità, le aziende utilizzano una gamma di tecniche di marketing per affermare i propri prodotti come i migliori disponibili sul mercato. Una delle tattiche di marketing più comuni in questo spazio è nota come "pubblicità comparativa" in cui "il marchio pubblicizzato viene esplicitamente confrontato con uno o più marchi concorrenti e il confronto è ovvio per il pubblico". Le leggi che circondano la pubblicità comparativa sono cambiate immensamente nel corso della storia del diritto negli Stati Uniti, con forse il cambiamento più drastico che si è verificato con la creazione del Lanham Act nel 1946. Il Lanham Act è servito da spina dorsale e canone ufficiale per tutti i casi che fanno riferimento o comportano una falsa pubblicità. Nel corso degli anni, le strategie di marketing sono diventate progressivamente più aggressive, e i limiti del Lanham Act sono diventati obsoleti.
Nel 2012, USCA §1125 è stata approvata come aggiunta al Lanham Act e ha chiarito le domande sulla pubblicità comparativa. Ai sensi del §1125, chiunque, nel commercio, utilizzi parole, simboli o descrizioni fuorvianti di fatti che potrebbero creare confusione tra i consumatori sul proprio prodotto, o nella pubblicità commerciale travisano la natura, le caratteristiche o le qualità del proprio o il prodotto di un altro è responsabile in virtù di un'azione civile da parte di chiunque sia danneggiato dall'atto. USCA §1125 risolve alcune delle lacune nel Lanham Act, ma non è ancora sufficiente come rimedio perfetto per ogni caso che può sorgere. Per ora, gli annunci che presentano false descrizioni di fatti sono considerati ingannevoli senza ulteriori prove richieste. Quando una pubblicità fa un'affermazione fattuale ma fuorviante, sono necessarie ulteriori prove dell'effettiva confusione di un consumatore medio.

## Puffing
Puffing o puffery è l'atto di esagerare il valore di un prodotto attraverso l'uso di termini privi di significato e non comprovati, basati sull'opinione piuttosto che sui fatti e in alcuni casi attraverso la manipolazione dei dati. Esempi di ciò includono molti superlativi e affermazioni come "il migliore di tutti i tempi", "il migliore in città" e "fuori dal mondo" o un ristorante che afferma di avere "il cibo più gustoso del mondo".
In genere il puffing non è una forma illegale di falsa pubblicità e può essere visto come un modo divertente per catturare e attirare l'attenzione del consumatore. Il puffing può essere utilizzato come difesa contro le accuse di pubblicità ingannevole quando è formattato come un'opinione piuttosto che come un fatto. Esempi di puffery sono quando il prodotto dice "alta qualità", "prodotto perfetto" o "migliore". Omettere le informazioni è una parte importante del puffery, quando un annuncio mostrerà informazioni incomplete, o semplicemente farà sembrare il prodotto molto migliore di quello che è. Le informazioni sul prodotto non saranno effettivamente errate, né nascondono informazioni che potrebbero essere fuorvianti.

### Manipolazione dei termini
Molti termini hanno significati imprecisi. A seconda della giurisdizione, il cibo "biologico" potrebbe non avere una chiara definizione legale e il cibo "leggero" è stato variamente utilizzato per indicare un basso contenuto di calorie, zuccheri, carboidrati, sale, consistenza, viscosità o anche di colore chiaro. Etichette come "tutto naturale" sono usate frequentemente ma sono essenzialmente prive di significato in senso legale.
Prima della storica causa contro il "big tobacco'' e del conseguente accordo, le aziende del tabacco usavano regolarmente termini come a basso tenore di catrame, leggero, ultraleggero e delicato per implicare che i prodotti con tali etichette avevano effetti meno dannosi sulla salute, ma nel 2009 gli Stati Uniti hanno vietato ai produttori di etichettare i prodotti del tabacco con questi termini.
Quando la United Egg Producers degli Stati Uniti ha utilizzato un logo "Animal Care Certified" sui cartoni delle uova, il Better Business Bureau ha sostenuto di aver fuorviato i consumatori trasmettendo un senso di cura degli animali più elevato di quanto non fosse in realtà il caso.
Nel 2010 il cereale Kellogg's Rice Krispies ha affermato che il cereale può migliorare l'immunità di un bambino. L'azienda è stata costretta a sospendere tutte le pubblicità che affermavano tali affermazioni. Nel 2015 la stessa azienda ha pubblicizzato il proprio prodotto Kashi come "tutto naturale", quando conteneva una varietà di ingredienti sintetici e artificiali; Kellogg's ha pagato 5 milioni di dollari per risolvere il problema.

### Confronto incompleto
"Migliore di..." (better) significa che un elemento è superiore a un altro in qualche modo, mentre "Il migliore" (best) significa che è superiore a tutti gli altri in qualche modo. Tuttavia, gli inserzionisti spesso non elencano il modo in cui vengono confrontati (prezzo, dimensioni, qualità, ecc.) E, nel caso di "better", con ciò che stanno confrontando (il prodotto di un concorrente, una versione precedente del loro proprio prodotto o niente). Quindi, senza definire come stanno usando i termini better e best, i termini diventano privi di significato. Un annuncio che afferma "La nostra medicina del raffreddore è migliore" potrebbe semplicemente dire che è un miglioramento rispetto al non prendere nulla. Un altro esempio spesso visto di questo stratagemma è "migliore del marchio leader" spesso con alcune statistiche allegate, mentre il marchio leader è spesso lasciato indefinito.

### Confronto incoerente
In un confronto incoerente, un articolo viene confrontato con molti altri, ma solo confrontato con ciascuno sugli attributi in cui vince, lasciando la falsa impressione che sia il migliore di tutti i prodotti, in tutti i modi. Una variazione su questo tema sono i siti web che elencano anche alcuni prezzi della concorrenza per una determinata ricerca, ma non elencano quei concorrenti che hanno battuto il loro prezzo (o il sito web potrebbe confrontare i propri prezzi di vendita con i prezzi normali offerti dai concorrenti).

### Illustrazioni fuorvianti
Un esempio comune è quello di servire immagini di suggerimenti su scatole di prodotti alimentari, che mostrano ingredienti aggiuntivi oltre a quelli inclusi nella confezione. Sebbene l'esclusione di responsabilità per "suggerimento di servizio" sia un requisito legale di un'illustrazione che include articoli non inclusi nell'acquisto, se un cliente non nota o non capisce questa didascalia, potrebbe presumere erroneamente che tutti gli articoli raffigurati siano tutti inclusi.
In alcune immagini pubblicizzate di hamburger, ogni ingrediente è visibile dal lato mostrato nell'annuncio, dando l'impressione che siano più grandi di quanto non siano in realtà. I prodotti venduti non assemblati o non finiti possono anche avere un'immagine del prodotto finito, senza un'immagine corrispondente di ciò che il cliente sta effettivamente acquistando.
Gli spot di alcuni videogiochi includono trailer che sono essenzialmente cortometraggi in CGI, con una grafica di un calibro molto più elevato rispetto al gioco reale. Questa pratica è stata utilizzata di più negli ultimi anni e ha portato a una forte reazione da parte delle comunità di videogiochi.

### Falsa colorazione
"Il colore degli imballaggi alimentari è considerato estremamente importante nel mondo del marketing" (Blackbird, Fox & Tornetta, 2013) poiché le persone vedono il colore prima di assorbire qualsiasi altra cosa. I consumatori acquistano gli articoli in base al colore che hanno visto nell'annuncio e hanno una percezione di come dovrebbero apparire anche i colori della confezione. Quando si tratta di acquistare cibo, di solito i consumatori possono giudicare il prodotto solo in base alla confezione e di solito i consumatori giudicano i prodotti in base al colore.
Quando viene utilizzato per far pensare alle persone che il cibo è più maturo, più fresco o comunque più sano di quanto non sia in realtà, il colorante alimentare può essere una forma di inganno. Se combinati con l'aggiunta di zucchero o sciroppo di mais, i colori vivaci danno l'impressione inconscia di frutta sana e matura, ricca di antiossidanti e sostanze fitochimiche.
Una variazione è l'imballaggio che oscura il vero colore degli alimenti contenuti all'interno, come i sacchetti a rete rossa contenenti arance gialle o pompelmi, che poi sembrano essere un'arancia o un rosso maturo. Mescolare regolarmente la carne macinata in vendita in una gastronomia può anche far sì che la carne in superficie rimanga rossa, facendola apparire fresca, mentre si ossiderebbe rapidamente e diventerebbe marrone, mostrando la sua vera età, se non mescolata. Alcune bibite vengono vendute anche in bottiglie colorate, quando il prodotto reale è chiaro.

### Angel Dusting
Angel Dusting è un processo in cui un ingrediente che sarebbe utile, in una quantità ragionevole, viene invece aggiunto in una quantità insignificante che non avrà alcun vantaggio per il consumatore, in modo che possano affermare che contiene quell'ingrediente e indurre il consumatore ad aspettarsi che ne trarranno vantaggio. Ad esempio, un cereale può affermare di contenere "12 vitamine e minerali essenziali", ma la quantità di ciascuno può essere solo l'1% o meno della dose giornaliera di riferimento, non fornendo virtualmente alcun beneficio alla nutrizione.

### "Chemical Free"
Molti prodotti vengono forniti con una qualche forma della dicitura "senza sostanze chimiche!" o "niente prodotti chimici!". Poiché ogni cosa sulla Terra, salvo poche particelle elementari formate dal decadimento radioattivo o presenti in quantità minime dal vento solare e dalla luce solare, è composta da sostanze chimiche, è impossibile avere un prodotto privo di sostanze chimiche. L'intento di questo messaggio è spesso quello di indicare che il prodotto non contiene sostanze chimiche sintetiche o eccezionalmente dannose, ma poiché la parola chimica stessa ha uno stigma, viene spesso utilizzata senza chiarimenti.

### Bait-and-Switch (esca e interruttore)
Bait-and-switch è una forma ingannevole di pubblicità o tattica di marketing generalmente utilizzata per attirare i clienti nel negozio. Un'azienda pubblicizzerà il proprio prodotto a un prezzo molto conveniente e allettante che attirerà i clienti (esca). Tuttavia, il prodotto che il cliente cerca non è disponibile per vari motivi, ad esempio la società ha solo una quantità limitata di prodotto disponibile per la vendita che è stata rapidamente esaurita (switch). Dopodiché, il negozio (azienda?) proverà a vendere qualcosa che è più costoso e di valore di quello che avevano inizialmente pubblicizzato (upsell). Indipendentemente dal fatto che solo una piccola percentuale degli acquirenti acquisterà effettivamente il prodotto più costoso, l'inserzionista che utilizza l'esca rimane e usa questa scusa per ottenere un profitto.
La pubblicità esca è anche molto utilizzata in altri contesti e modi, ad esempio negli annunci di lavoro online, ingannando il potenziale candidato sulle condizioni di lavoro, sulla retribuzione o su molte variabili. Le compagnie aeree possono essere colpevoli di "adescare" i loro potenziali clienti con un affare, quindi aumentare il costo o modificare l'avviso per essere quello di un volo notevolmente più costoso.
Alle aziende viene chiesto di ricordare alcune linee guida per evitare accuse di condotta fuorviante/ingannevole:
- "Tempi ragionevoli e quantità ragionevoli" - Le aziende devono fornire merci o servizi pubblicizzati al costo promosso per un periodo di tempo ragionevole o espresso e in quantità ragionevoli o espresse. Non c'è un significato esatto di ciò che è implicito in un "periodo di tempo ragionevole" o "importi ragionevoli".
- Dichiarazioni qualificanti - Le dichiarazioni qualificanti generali, ad esempio, "in negozio e online ora" potrebbero ancora lasciare un'impresa aperta alle spese per la pubblicità di esche se quantità ragionevoli dell'articolo pubblicizzato non sono accessibili[32].
- Scadenze pubblicitarie: le aziende devono avere buoni motivi per fidarsi che la merce sarà accessibile
- Controlli di pioggia - Quando, senza difetti propri, un'azienda non può fornire merci o servizi in quanto le aziende promosse dovrebbero avere un quadro istituito per fornire o acquisire la fornitura della merce o dei benefici al costo promosso nel più breve tempo possibile permessi.
- Reclami online: se un'azienda è un'azienda online, è essenziale che mantenga tutto aggiornato sul proprio sito Web per evitare di fuorviare i clienti[33].

In alcuni paesi questa pratica può comportare gravi sanzioni.

### Garanzia senza un rimedio specificato
Se un'azienda non dice cosa farà se il prodotto non soddisfa le aspettative, allora è libera di fare ben poco. Ciò è dovuto a un tecnicismo legale che afferma che un contratto non può essere eseguito a meno che non fornisca una base non solo per determinare una violazione, ma anche per fornire un rimedio in caso di violazione.
Questa è una pratica comune utilizzata nelle comunità di crowdfunding come Indiegogo e Kickstarter.

### "Nessun rischio"
Gli inserzionisti affermano spesso che non c'è alcun rischio nel provare il loro prodotto, quando chiaramente c'è. Ad esempio, possono addebitare il prodotto sulla carta di credito del cliente, offrendo un rimborso completo se non soddisfatti. Tuttavia, i rischi di una simile offerta sono numerosi. I clienti potrebbero non ricevere affatto il prodotto, potrebbero essere fatturati per cose che non volevano, potrebbero dover chiamare l'azienda per autorizzare un reso e non essere in grado di farlo, potrebbero non essere rimborsati i costi di spedizione e gestione, o possono essere responsabili della spedizione di ritorno.
Allo stesso modo, una "prova gratuita" è una manovra pubblicitaria per fare in modo che i consumatori acquisiscano familiarità con i prodotti o i servizi prima dell'acquisto, senza spendere denaro, ma una prova gratuita in cambio dei dettagli della carta di credito non può essere dichiarata come prova gratuita, poiché è una componente della spesa.

### Accettazione predefinita
Si riferisce a un contratto o accordo in cui nessuna risposta viene interpretata come una risposta positiva a favore dell'azienda. Un esempio è il caso in cui un cliente deve "rinunciare" esplicitamente a una particolare funzione o servizio, oppure deve essere addebitato per tale funzione o servizio. Un altro esempio è dove un abbonamento si rinnova automaticamente a meno che il cliente non ne richieda esplicitamente l'interruzione.

### Prodotti inesistenti
Alcune pubblicità sponsorizzano prodotti o servizi inesistenti, ossia truffe in cui gli acquirenti pagano in anticipo e successivamente la merce non viene consegnata, oppure chiedono dati personali per poi usarli per fare email-spam, molto spesso online.

### Aziende che si spacciano per altre
Alcuni servizi o prodotti online si spacciano per altre aziende o servizi o prodotti. L'utente clicca sull'annuncio pensando sia una determinata azienda (o servizio) e si trova in una pagina estranea rispetto a ciò che sponsorizzava l'annuncio.
Esempi comuni:
- False offerte di lavoro[44]
- Falsi antivirus[45]
- Lotterie truffa
- False vincite[46][47]
- Falsi appuntamenti online
- Falsa beneficenza
- Falsi aggiornamenti del browser, del computer, di un software, di un'app o dello smartphone[48][49][50]
- Falsi bonus per acquisti
- Falsi videogame[51]

## Regolamentazione nei diversi ordinamenti giuridici

### Australia
La Commissione Australiana per la Concorrenza e i Diritti dei Consumatori (ACCC) ha il compito di garantire il rispetto delle leggi sul commercio equo e sulla protezione dei consumatori (ACCC, 2016). Ogni Stato e territorio ha la propria agenzia:
- ACT - Office of Fair Trading (OFT)[53]
- NSW - Commercio equo[54]
- Ufficio del commercio equo - Queensland[55]
- SA - Office of Consumer and Business Services (CBS)[56]
- Tasmanian - Consumer Affairs & Fair Trading[57]
- Consumer Affairs - Victoria (CAV)[58]
- WA - Dipartimento del Commercio[59]

L'ACCC è progettato per assistere sia i consumatori, le imprese, le industrie e le infrastrutture all'interno del paese. L'ACCC assiste il consumatore mettendo a disposizione i diritti, i regolamenti, gli obblighi e le procedure; per rimborsi e resi, reclami, prodotti difettosi e garanzie di prodotti e servizi. Aiutano anche le aziende e i settori sviluppando leggi e linee guida chiare in relazione a pratiche sleali e comportamenti fuorvianti o ingannevoli.

### India
In India non esiste un'agenzia o una legislazione effettiva che regoli la falsa pubblicità o solo l'industria della pubblicità in generale. Il tutto è monitorato da un gruppo chiamato Advertising Standards Council of India. Sono stati istituiti nel 1985, il loro obiettivo è garantire la veridicità e la correttezza degli annunci pubblicitari. Vogliono anche garantire che gli annunci siano rispettosi dei principi di decenza pubblica ampiamente accettati. ASCI si assicura di difendersi dall'uso indiscriminato di annunci che promuovono beni dannosi per la società. L'ASCI ha un codice che si applica agli annunci pubblicitari in tutta l'India che vengono letti, ascoltati e visualizzati nel paese. Alcuni esempi di leggi in India contro il governo dei media, la protezione della società e dei consumatori e le leggi specifiche del settore sono: The Press Council Act del 1978 e il Codice di condotta della News Broadcasters Association.

### Italia
Secondo l'ordinamento giuridico italiano la pubblicità ingannevole è "qualsiasi pubblicità che in qualunque modo, compresa la sua presentazione, sia idonea ad indurre in errore le persone fisiche o giuridiche alle quali è rivolta o che essa raggiunge e che, a causa del suo carattere ingannevole, possa pregiudicare il loro comportamento economico ovvero che, per questo motivo, sia idonea a ledere un concorrente", come definito dall'articolo 2 del decreto legislativo 145/2007.
Oltre che dal succitato decreto, la materia è trattata dal D.Lgs. e 146/2007 (che aggiorna il Codice di Consumo negli artt. da 18 a 27 inserendo il concetto di pratiche commerciali scorrette a danno dei consumatori e delle micro-imprese). La competenza è dell'Autorità Garante della Concorrenza e del Mercato (Antitrust).
Dal canto suo il Codice di autodisciplina della comunicazione commerciale, accettato dalla quasi totalità degli operatori pubblicitari italiani e dai loro clienti, all'art.2 (Pubblicità ingannevole) dispone che "la pubblicità deve evitare ogni dichiarazione o rappresentazione che sia tale da indurre in errore i consumatori, anche per mezzo di omissioni, ambiguità o esagerazioni palesemente non iperboliche". In questo caso la competenza è del Comitato di Controllo e del Giurì, che possono essere interpellati da chiunque vi abbia interesse e decidono della questione in tempi rapidissimi (in media venti giorni per il Giurì, che ha il potere di ordinare la cessazione della campagna pubblicitaria). Contro le decisioni del Giurì non è previsto appello.
In caso di pendenza della controversia di fronte all'Antitrust, l'art.27 del Codice del Consumo dispone che ogni interessato possa chiedere all'Autorità stessa la sospensione del procedimento in attesa della pronuncia dell'organismo di autodisciplina (Giurì). L'Autorità Garante può disporre la sospensione per un periodo non superiore ai trenta giorni. Questo favor per l'autodisciplina è conforme agli orientamenti comunitari.
La pubblicità ingannevole è dunque un atto contrario alla correttezza professionale. Essa è tale quando induce in errore il consumatore, influenzandone le decisioni mediante informazioni false o il mancato apporto di informazioni rilevanti. In caso di pubblicità ingannevole è necessario decidere se essa abbia causato un danno al consumatore. La tutela è prevista anche per la concorrenza tra imprese.
L'ente che controlla i casi di pubblicità ingannevole è l'Autorità Garante della Concorrenza e del Mercato (AGCM) che, oltre a definire quali sono i casi di pubblicità ingannevole, deve intervenire per la cessazione di questa. In seguito alla legge numero 49 del 6 aprile 2005 si può arrivare anche alla sospensione dell'attività di impresa fino a 30 giorni, in caso di rifiuto a correggere la pubblicità ritenuta ingannevole.
Pubblicità ingannevole da parte di aziende di rilievo nazionale o locale che inducano ad esempio il consumatore medio ad assumere decisioni che altrimenti non avrebbe preso (informazioni inesatte od omissioni relativamente a prezzo di vendita, sconto promozionale, servizio offerto, costi accessori, eccetera) appartengono ad uno dei possibili casi di applicabilità della class action, infatti in molti casi l'ingannevolezza della pratica è già stata accertata dall'Autorità Garante della Concorrenza e del Mercato.

### Nuova Zelanda
In Nuova Zelanda, il Fair Trading Act 1986 mira a promuovere la concorrenza leale e il commercio nel paese. La legge vieta determinate condotte commerciali, prevede la divulgazione di informazioni a disposizione del consumatore relative alla fornitura di beni e servizi e promuove la sicurezza dei prodotti. Sebbene la legge non richieda alle aziende di fornire tutte le informazioni ai consumatori in ogni circostanza, le aziende sono obbligate a garantire che le informazioni fornite siano accurate e che le informazioni importanti non siano tenute ai consumatori.
Una serie di metodi di vendita che intendono fuorviare il consumatore sono illegali ai sensi del Fair Trading Act: La legge si applica anche a determinate attività indipendentemente dal fatto che le parti siano o meno "in commercio" - come la pubblicità di lavoro, la vendita piramidale e la fornitura di prodotti coperti da norme sulla sicurezza dei prodotti e sull'informazione dei consumatori.
Sia i consumatori che le aziende possono fare affidamento e intraprendere le proprie azioni legali ai sensi della legge. I consumatori possono contattare il commerciante e utilizzare i loro diritti che sono stati dichiarati nella legge per fare progressi con il commerciante. Se i problemi non vengono risolti, il consumatore o chiunque altro può intraprendere azioni ai sensi della legge. La Commissione per il commercio ha anche il potere di intraprendere azioni di contrasto e lo farà quando le accuse saranno sufficientemente gravi da soddisfare i suoi criteri di applicazione.
Inoltre, esistono cinque standard di informazione dei consumatori:
- Etichettatura del paese di origine (abbigliamento e calzature) - Regolamento 1992
- Etichettatura del contenuto di fibre - Regolamento 2000
- Veicoli a motore usati - Regolamento 2008
- Efficienza idrica - Regolamento 2010

### Regno Unito
La pubblicità nel Regno Unito è gestita ai sensi del Consumer Protection from Unfair Trading Regulations 2008 (CPR), di fatto il successore del Trade Descriptions Act 1968. È progettato per attuare la direttiva sulle pratiche commerciali sleali, parte di un insieme comune di standard minimi europei per la protezione dei consumatori e per vincolare legalmente gli inserzionisti in Inghilterra, Scozia, Galles e parti dell'Irlanda del Nord.. Questi regolamenti si concentrano sulle interazioni tra imprese e consumatori. Questi sono modellati da una tabella utilizzata per valutare l'ingiustizia, valutazioni effettuate a fronte di quattro test espressi nella normativa che indicano pubblicità ingannevole:
- Contrariamente ai requisiti di diligenza professionale
- Pratica falsa o ingannevole in relazione a un elenco specifico di fattori chiave
- Omissione di informazioni sostanziali (informazioni poco chiare o inopportune)
- Pratica aggressiva mediante molestie, coercizione o indebita influenza

Questi fattori di pubblicità ingannevole vengono analizzati criticamente in quanto possono compromettere in modo cruciale la capacità di un consumatore di prendere una decisione informata, limitando così la sua libertà di scelta.
Questo sistema assomiglia alla pratica americana come riflesso dalla FTC in termini di divieto di messaggi falsi e ingannevoli, divieto di pratiche commerciali sleali e non etiche e omissione di informazioni importanti, ma differisce nel monitoraggio delle pratiche di vendita aggressive (regolamento sette) che includevano pratiche di vendita ad alta pressione che vanno oltre la persuasione. Molestie e coercizione non sono definite ma piuttosto interpretate come qualsiasi indebita pressione fisica e psicologica (nella pubblicità).
Anche se casi comprovati di falsa pubblicità non si traducono inevitabilmente in ripercussioni civili o penali: l'Office of Fair Trading afferma che in caso di falsa pubblicità, le aziende non devono sempre affrontare ripercussioni civili e penali, si basa sulla gravità della violazione e ogni caso viene analizzato individualmente, consentendo all'autorità per gli standard di promuovere la conformità per quanto riguarda le politiche di applicazione, le priorità e le risorse disponibili. Un altro ambito di allontanamento dalla prassi americana riguarda un divieto generale di utilizzare loghi, marchi o copie simili di concorrenti a quelli utilizzati da un altro nella pubblicità di un concorrente, in particolare quando si effettua un confronto.
In base alla legislazione sulla RCP, esistono diverse autorità per gli standard per ogni paese:
- In Inghilterra e Galles i reati relativi agli standard sono gestiti dalla Local Authority Trading Standards Services (TSS)
- In Irlanda del Nord dal ministero delle Imprese, del commercio e degli investimenti
- In Scozia, i reati vengono valutati da. e potenzialmente perseguito attraverso, il Crown Office e il Procurator Fiscal Service per conto del Lord Advocate.

### Stati Uniti d'America
Negli Stati Uniti, il governo federale regola la pubblicità attraverso la Federal Trade Commission (FTC) con leggi sulla pubblicità della verità e consente inoltre il contenzioso privato attraverso vari statuti, in particolare il Lanham Act (marchio commerciale e ingiusto concorrenza).
L'obiettivo è la prevenzione piuttosto che la punizione, riflettendo lo scopo del diritto civile nel mettere le cose a posto piuttosto che quello del diritto penale. La sanzione tipica è quella di ordinare all'inserzionista di interrompere i suoi atti illegali o di includere la divulgazione di informazioni aggiuntive che servono a evitare la possibilità di inganno. La pubblicità correttiva può essere obbligatoria, ma non ci sono multe o tempi di reclusione tranne nei rari casi in cui un inserzionista si rifiuta di fermarsi nonostante gli sia stato ordinato di farlo.
Nel 1905 Samuel Hopkins Adams pubblicò una serie di documenti che dettagliavano le affermazioni fuorvianti dell'industria della medicina brevettuale. La protesta pubblica scatenata dagli articoli portò alla creazione della Food and Drug Administration nel 1906.
Nel 1941 la Corte Suprema degli Stati Uniti esaminò la Federal Trade Commission contro Bunte Bros LLC, ai sensi della Sezione 5 in merito ad atti o pratiche sleali o ingannevoli.
Nel 2013 e nel 2014 la Corte Suprema degli Stati Uniti ha esaminato tre casi di falsa pubblicità: Static Control v. Lexmark (riguardante chi è legittimato a citare in giudizio ai sensi del Lanham Act per falsa pubblicità), ONY, Inc. vs Cornerstone Therapeutics, Inc., e POM Wonderful LLC c. Coca-Cola Co.
I governi statali hanno una serie di leggi sulla concorrenza sleale, che regolano la pubblicità falsa, i marchi e le questioni correlate. Molti sono molto simili a quello della FTC e in molti casi copiati così strettamente da essere conosciuti come "Little FTC Acts". Queste leggi vanno anche dalla terminologia "Leggi e pratiche sleali, ingannevoli o abusive" (leggi UDAAP o UDAP) e possono variare ampiamente nel grado di protezione che forniscono ai consumatori, secondo il Consumatore nazionale Law Center.
In California, uno di questi statuti è la legge sulla concorrenza sleale (UCL). L'UCL "prende in prestito pesantemente dalla sezione 5 del Federal Trade Commission Act" ma ha sviluppato un proprio corpus giurisprudenziale.
Le regole per gli inserzionisti sono che l'annuncio deve essere veritiero e non ingannevole, avere la prova per dimostrare che cosa stanno pubblicizzando è vero e per assicurarsi che l'annuncio non sia ingiusto. Un annuncio è fuorviante quando probabilmente stanno cercando di ingannare il consumatore Queste sono alcune delle sanzioni se un'azienda decide di pubblicizzare falsamente un prodotto. Cessare e desistere, questi ordini legalmente vincolanti richiedono alle aziende di interrompere la pubblicazione di annunci fuorvianti o di dedicarsi all'attività ingannevole, per fornire prove di reclami in annunci futuri. Devono inoltre riferire annualmente ai dipendenti di FTC sulla giustificazione che hanno per i reclami in nuovi annunci pubblicitari e pagare una multa di 43.280 dollari al giorno per annuncio se in futuro l'azienda viola la legge. Successivamente, dovrebbero occuparsi di sanzioni civili, risarcimento dei consumatori e altri rimedi monetari. A seconda dell'entità della violazione, le sanzioni civili variano da migliaia di dollari a milioni di dollari. A volte agli inserzionisti è stato ordinato di fornire a tutti i clienti che hanno acquistato il prodotto rimborsi parziali o completi. Un'altra sanzione della FTC è la pubblicità correttiva, le divulgazioni e altri rimedi informativi. Al fine di correggere la disinformazione espressa nell'annuncio originale, gli inserzionisti sono stati costretti a pubblicare nuova pubblicità, ad avvertire gli acquirenti di false dichiarazioni negli annunci, a rendere chiare rivelazioni in annunci futuri o a fornire ai clienti qualsiasi altra informazione. A volte agli inserzionisti è stato ordinato di fornire a tutti i clienti che hanno acquistato il prodotto rimborsi parziali o completi. Un'altra sanzione della FTC è la pubblicità correttiva, le divulgazioni e altri rimedi informativi. Al fine di correggere la disinformazione espressa nell'annuncio originale, gli inserzionisti sono stati costretti a pubblicare nuova pubblicità, ad avvertire gli acquirenti di false dichiarazioni negli annunci, a rendere chiare rivelazioni in annunci futuri o a fornire ai clienti qualsiasi altra informazione. A volte agli inserzionisti è stato ordinato di fornire a tutti i clienti che hanno acquistato il prodotto rimborsi parziali o completi. Un'altra sanzione della FTC è la pubblicità correttiva, le divulgazioni e altri rimedi informativi. Al fine di correggere la disinformazione espressa nell'annuncio originale, gli inserzionisti sono stati costretti a pubblicare nuova pubblicità, ad avvertire gli acquirenti di false dichiarazioni negli annunci, a rendere chiare rivelazioni in annunci futuri o a fornire ai clienti qualsiasi altra informazione.
La FTC si concentra principalmente su false affermazioni pubblicitarie che hanno a che fare con la salute. Se le aziende fanno false affermazioni sui loro prodotti come dire che la lacca per capelli fa bene all'ambiente e non influirà sull'ozono, o la loro crema solare ridurrà il rischio di crema solare. Se la società fa un reclamo dicendo che qualcosa come il loro prodotto è eccezionale, allora non si concentrerebbero su di esso e probabilmente direbbero che è sbuffante e non falsa pubblicità. Determinano se un annuncio è ingannevole guardando affermazioni espresse e implicite, un'affermazione espressa è un'affermazione diretta che afferma che il prodotto farà qualcosa, mentre un'affermazione implicita è indiretta e fa giungere il consumatore a una conclusione. La FTC esamina anche quali prove sufficienti ha l'inserzionista per le affermazioni che sta facendo.
Vi sono molte somiglianze nelle leggi e nei regolamenti tra l'ACCC australiano, l'FTA della Nuova Zelanda, l'FCT americano e il CPR del Regno Unito. La struttura di queste politiche è di supportare il commercio equo e la concorrenza oltre a offrire ai consumatori esattamente ciò che stanno vendendo, al fine di ridurre pratiche ingannevoli e false. Tuttavia, non è limitato a questi paesi, poiché la maggior parte dei paesi ha accordi con l'International Consumer Protection and Enforcement Network o ICPEN.